# るい乃あゆ
るいのあゆは、日本の女優。茨城県出身。株式会社エコーズに所属していた。

## 人物
千葉県で生まれるが幼少時に引越し、茨城県で育つ。ピアノと水泳を習い、絶対音感があり、耳を丸めることができる。中学では卓球部に所属し、カットマンであった。その後、千葉の高校に進学し、空手部に所属。自転車で利根川の橋を渡って通学していた。卒業後に上京し学生生活を送ったのち、就職と海外への短期留学の経験あり。養成所、フリーの時期を経て株式会社エコーズに所属。以前の名前から改名。日本舞踊歴4年。

## 出演作品

### 映画
- 『アリスの住人』（監督 澤佳一郎） - 港良江 役
- 『黄ピンクに沈む青い空』（監督 岩見美映）
- 『Last Lover』（監督 岡元雄作）
- 『帰ってきた一文字拳』（監督 中元雄）
- 『ようこそ、美の教室へ』（監督 白川幸司）
- 『パパは独裁者』（監督 加藤行宏）
- 『アイドル・イズ・デッド-ノンちゃんのプロパガンダ大戦争-』（監督 加藤行宏）
- 『ミスターホーム』（総監督 池田千尋）
- 『お前、本当に梅吉か？』（監督 高山直美）
- 『タコスな夜』（監督 山本政志）
- 『海辺の町で』（監督 廣木隆一）
- 『BLOODLESS』（監督 山本清史）
- 『究極の幸せ』（監督 速水雄輔）

など

### テレビ
- テレビ東京『バイプレイヤーズ』
- フジテレビ 世にも奇妙な物語 '17春の特別編『カメレオン俳優』
- フジテレビ 予告編ビギンズ『school of the dead』（監督 山本清史）

### CM
- SUNTORY BOSS

### 舞台
- 中野坂上デーモンズの憂鬱 特別公演『No.12』『間』（作・演出 松森モヘー）
- コノエノ！と7%竹 『ヴァンパイアバンド・ファイナル』（作・演出 木乃江 祐希）
- さよなら宇多川町 『ライラック』（作・演出 河西裕介）
- 『マネー×ハピネス』（作・演出 鄭 光誠）

など